# بطولة ويمبلدون 1881
قائمة ببطولات ويمبلدون لسنة 1881:

## الكبار
ويليام رينشاو هزم  جون هارتلي النتيجة: 6-0 6-1 6-1